# Paratettix
Paratettix är ett släkte av insekter. Paratettix ingår i familjen torngräshoppor.

## Bildgalleri

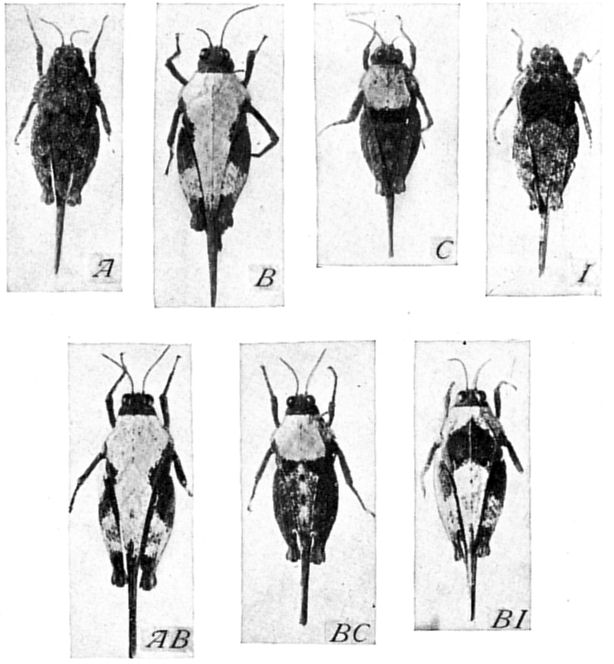
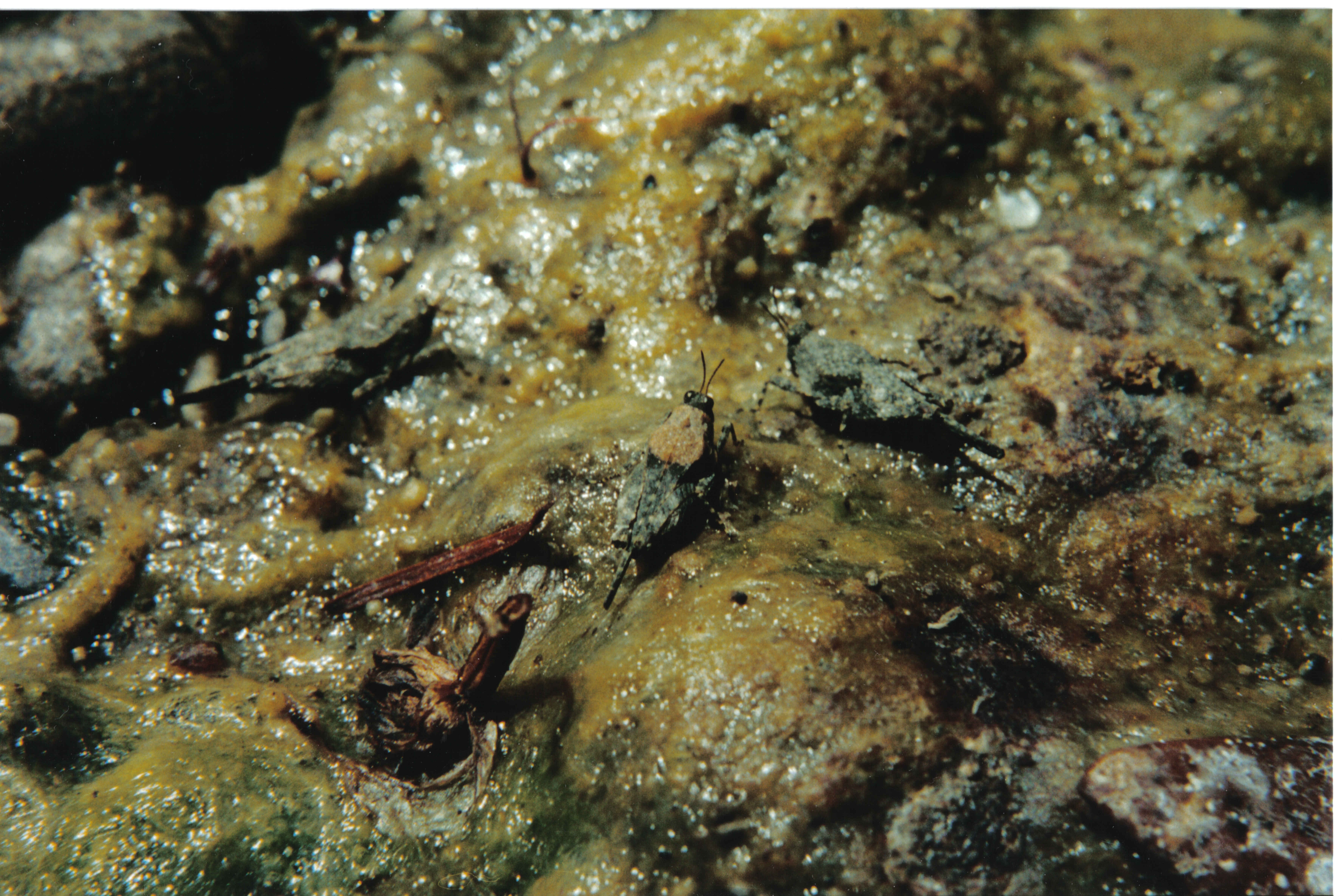
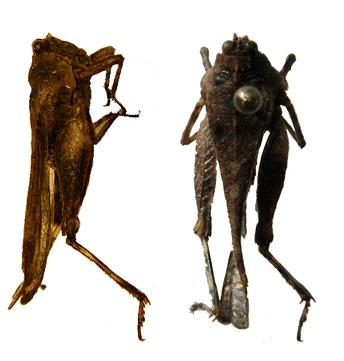
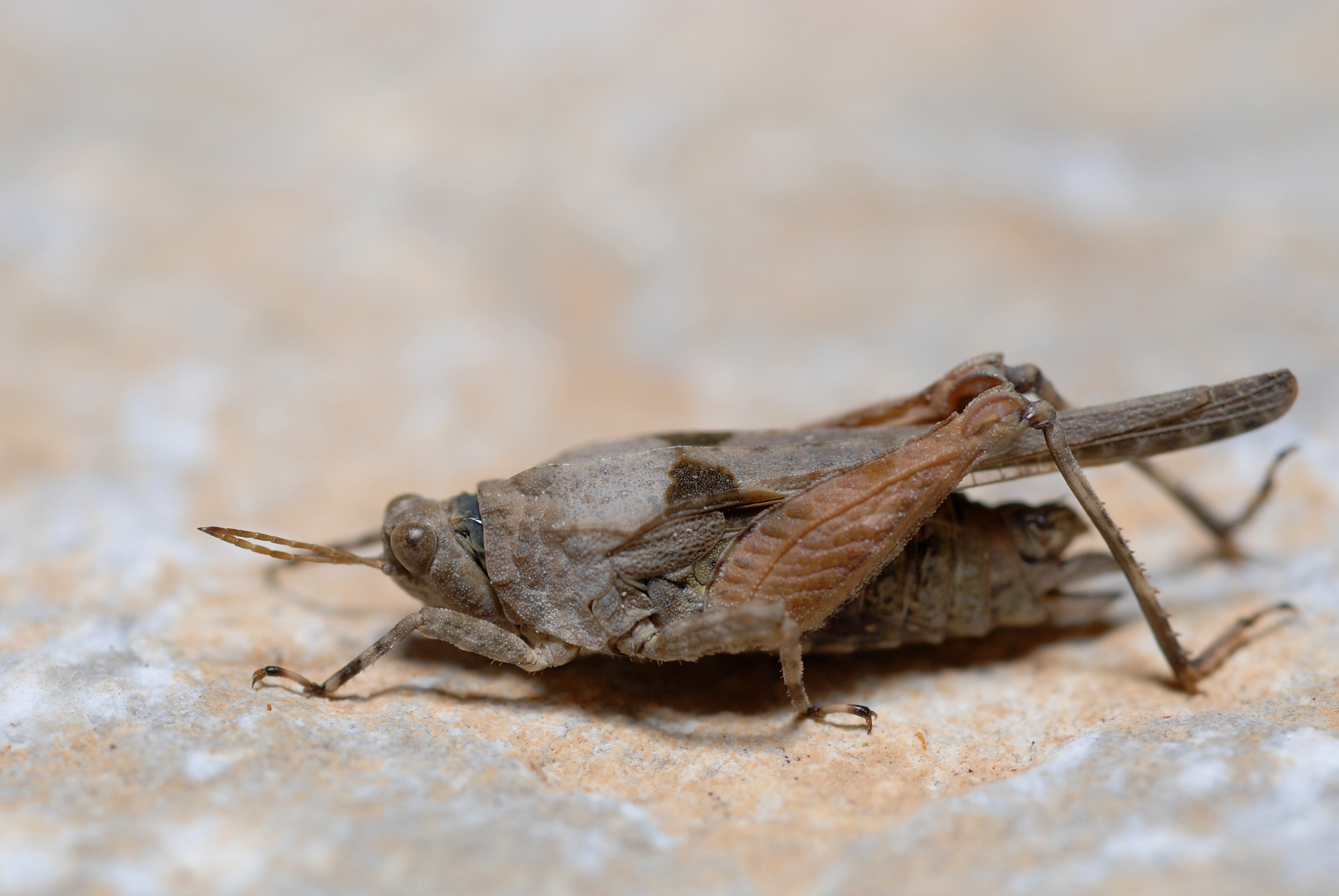

## Dottertaxa tillParatettix, i alfabetisk ordning[1]
- Paratettix africanus
- Paratettix albescens
- Paratettix amplus
- Paratettix antennatus
- Paratettix argillaceus
- Paratettix asbenensis
- Paratettix australis
- Paratettix austronanus
- Paratettix aztecus
- Paratettix brevipennis
- Paratettix bruneri
- Paratettix chagosensis
- Paratettix chopardi
- Paratettix cingalensis
- Paratettix crassus
- Paratettix cucullatus
- Paratettix curtipennis
- Paratettix difficilis
- Paratettix feejeeanus
- Paratettix femoralis
- Paratettix femoratus
- Paratettix freygessneri
- Paratettix gentilis
- Paratettix gibbosulus
- Paratettix gilloni
- Paratettix gracilis
- Paratettix hachijoensis
- Paratettix hancockus
- Paratettix heteropus
- Paratettix hirsutus
- Paratettix infelix
- Paratettix iranica
- Paratettix jhapanus
- Paratettix lamellitettigodes
- Paratettix latipennis
- Paratettix lippensi
- Paratettix macrostenus
- Paratettix marshallii
- Paratettix meridionalis
- Paratettix mexicanus
- Paratettix nigrescens
- Paratettix obesus
- Paratettix obliteratus
- Paratettix obtusopulvillus
- Paratettix overlaeti
- Paratettix pallipes
- Paratettix pictus
- Paratettix proximus
- Paratettix pullus
- Paratettix rotundatus
- Paratettix rugosus
- Paratettix ruwenzoricus
- Paratettix scaber
- Paratettix scapularis
- Paratettix schochi
- Paratettix shelfordi
- Paratettix simoni
- Paratettix singularis
- Paratettix sinuatus
- Paratettix spathulatus
- Paratettix spicuvertex
- Paratettix striata
- Paratettix subiosum
- Paratettix subpustulata
- Paratettix timidus
- Paratettix toltecus
- Paratettix tuberculata
- Paratettix tumidus
- Paratettix uvarovi
- Paratettix vexator
- Paratettix villiersi
- Paratettix zonata